# Pietri (cognome)
Pietri è un cognome di lingua italiana.

## Varianti
De Pero, De Petris, De Pieri, De Piero, De Pietri, De Pietro, Del Piero, Depero, Depetris, Di Piero, Di Pierro, Di Pietro, Dipierro, Pedranzini, Pedrazza, Pedrazzi, Pedrazzini, Pedrazzo, Pedrazzoli, Pedrelli, Pedretti, Pedretto, Pedrielli, Pedrini, Pedrocca, Pedrocchi, Pedrocco, Pedroletti, Pedroli, Pedrolini, Pedron, Pedroncelli, Pedroncini, Pedrone, Pedronetto, Pedroni, Pedrotti, Pedrotto, Peirano, Peirone, Pera, Perani, Perano, Perassi, Perasso, Perazzi, Perazzini, Perazzino, Perazzo, Perelli, Peretti, Peretto, Peri, Perilli, Perillo, Perin, Perina, Perinelli, Perinello, Perinetti, Perinetto, Perini, Perino, Pero, Perola, Peroli, Perolo, Peron, Peroncini, Perone, Peroni, Perotta, Perotti, Perotto, Perozzi, Perozzini, Perozzino, Perozzo, Perrella, Perrelli, Perrello, Perretta, Perretti, Perretto, Perri, Perrina, Perrini, Perro, Perrone, Perroni, Perrotta, Perrotti, Perrotto, Perrucci, Perruccio, Perut, Peruto, Perutti, Perutto, Peruz, Peruzzi, Peruzzini, Peruzzo, Petra, Petracci, Petraccini, Petraccio, Petrarca, Petrassi, Petrasso, Petrazzi, Petrazzini, Petrazzo, Petrazzoli, Petrazzuoli, Petrazzuolo, Petrella, Petrelli, Petrello, Petretti, Petretto, Petri, Petrilli, Petrillo, Petrini, Petrino, Petris, Petro, Petroccelli, Petrocchi, Petrocci, Petrocco, Petrocelli, Petronelli, Petrone, Petroni, Petronio, Petrotto, Petrozza, Petrozzi, Petrozzini, Petrozzino, Petrozzo, Petruccelli, Petruccello, Petrucci, Petrucciello, Petruccio, Petruccioli, Petrucciolo, Petrucelli, Petruzza, Petruzzelli, Petruzzellis, Petruzzello, Petruzzi, Petruzziello, Petruzzo, Pierani, Pierati, Pierato, Pieretti, Pieri, Pierini, Piero, Pierone, Pieroni, Pierotti, Pierotto, Pierri, Pierro, Pierucci, Pietrazzini, Pietretti, Pietrini, Pietrino, Pietro, Pietroni, Pirelli, Pirini, Pirola, Pironi, Pirotta, Pirotti, Pirotto.

## Origine e diffusione
Il cognome è tipicamente emiliano-romagnolo.
Potrebbe derivare dal prenome Pietro.
In Italia conta circa 671 presenze.
La variante Pedrocchi è tipica del bergamasco; Pedrotti è trentino, sondriese e bresciano; Perrucci è tarantino, brindisino e barese; Perruccio è siciliano e pugliese; Petronelli è pugliese; Pietroni è anconetano; Petretti compare a Capannori, Lucca, Montecorvino Pugliano e Viterbo; Petretto è sassarese e cagliaritano con comparse a Dolianova; Petrotto è siciliano; Petri è toscano, romano, trentino e friulano; Petrini è iserniano, lucano e barese; Petrelli è marchigiano, leccese e barese; Petrella è laziale, abruzzese, molisano, pugliese e campano, con comparse in Sicilia; Petrarca è molisano, campano e laziale; Petrini è toscano, romagnolo, abruzzese e laziale; Petrilli è laziale, aquilano, napoletano, foggiano e reggino; Petrillo è campano e laziale; Perilli è laziale, abruzzese e pugliese; Perillo è campano e pugliese; Petracci è massese, lucchese, maceratese, piceno, viterbese e romano; Petraccini è anconetano, latinense e romano; Petrocchi è romano, reatino e ascolano; Petrocco è abruzzese; Petris è udinese; Petrucci è tipico del centro Italia; Petruccio è casertano e napoletano; Petruzzi è tipicamente pugliese con comparse in tutt'Italia; Petruzzelli è barese; Petrozza è materano; Petrozzi è di Sora nel frusinate con comparse a Foggia e Genova; Petruzzo compare a Gesualdo nell'avellinese e in Salento; Peirone è cuneese; Pedrazzi è modenese, bolognese e ferrarese, con comparse in Lombardia; Pedrazzo è biellese; Pedrazzoli è mantovano e reggiano; Pedretti è lombardo e emiliano; Pedrini è lombardo, emiliano, riminese e pesarese; Pedroni è lombardo e emiliano; Pedroncelli è bergamasco e sondriese; Pedroncini è lombardo; Pedronetto è veneziano, trevigiano e pordenonese; Peirano è cuneese e genovese; Peron è vicentino e padovano; Peroni è tipicamente lombardo-veneto; Peroncini è milanese e piacentino; Perroni è laziale e messinese; Peroli e Perolo sono veronesi; Perotti è centro-settentrionale con prevalenza in Piemonte e Lombardia; Perotto è torinese, cuneese e bellunese; Perozzi è tipico della zona di San Benedetto del Tronto; Perozzo è vicentino, padovano e trevigiano; Perrotti è abruzzese e campano; Perotta è milanese; Perrotta è napoletano e casertano; Perrini è pugliese; Pierri è campano e pugliese; Pierro è campano, lucano e pugliese; Depetris è tipico di Bagnolo Piemonte in provincia di Cuneo, di Torino e di Vermiglio in Trentino; De Petris è latinense e frusinate, con comparse a Teramo e Pescara; De Pietri è reggiano e modenese; De Pietro è napoletano, cosentino e salentino; Di Pietro è tipico di Abruzzo, Campania, Molise, Puglie e Sicilia; Di Pierro è pugliese e settentrionale; Pirelli è salentino, napoletano e milanese; Pirini è bolognese, ravennate e milanese; Pironi è romagnolo e laziale; Pirotti è savonese e bolognese; Pirotta è milanese, comasco e bergamasco; Pirotto è savonese; Pedron è trentino e veneto; Perola è milanese e bergamasco; Pietro, Petro, Petraccio, Petruzzello, Petrozzo, Pedrone, Perozzini, Perozzino e Perrotto sono estremamente rari.

## Persone
- Dorando Pietri (1885-1942) – atleta italiano
- Giuseppe Pietri (1886-1946) – compositore italiano